# Yalong (rivier)
De Yalong (Chinees: 雅礱江, pinyin: Yǎlóngjiāng, Tibetaans-pinyin: Nyag Qu) is een rivier in de Volksrepubliek China. Ze ontspringt op het Tibetaans Hoogland in het zuidwesten van de provincie Qinghai en stroomt van noord naar zuid door het westen van de provincie Sichuan, door de Autonome Tibetaanse Prefectuur Garzê. De rivier met een lengte van 1.323 km mondt in Panzhihua uit in de Yangtze.
De rivier is een belangrijke bron van waterkracht. De Ertancentrale dicht bij de monding levert sinds 1999 3000 MW. De bovenaan 780 m brede stuwdam behoort met een hoogte van 245 m tot de hogere stuwdammen wereldwijd. De centrale Jinping I is in 2014 afgewerkt, met een 300 m hoge stuwdam kan 3.600 MW opgewekt worden, wat op jaarbasis 18,2 TWh oplevert. De stuwdam is daarmee even hoog als de gekende Norekdam en behoort bij de vijf hoogste dammen ter wereld. Jinping II was eveneens in 2014 klaar en kan 4.700 MW genereren. De kleinere dam kan daar gecombineerd worden met een groter verval in de vallei zelf. In totaal zijn tien waterkrachtcentrales in aanbouw of gepland.
- Bibliothèque nationale de France: cb13320847c (data)
- Virtual International Authority File: 236567543